# Кравченко, Александр Иванович (Герой Советского Союза)
Алекса́ндр Ива́нович Кра́вченко (1906—1987) — полковник Советской Армии, участник Великой Отечественной войны, Герой Советского Союза (1943).

## Биография
Александр Кравченко родился 1 октября 1906 года в селе Белый Колодезь (ныне — посёлок в Волчанском районе Харьковской области Украины). Украинец. После окончания сельской школы работал заведующим избой-читальней в совхозе. В 1928 году Кравченко был призван на службу в Рабоче-крестьянскую Красную Армию. В 1931 году он окончил Харьковскую пехотную школу, в 1942 году — курсы «Выстрел». С августа того же года — на фронтах Великой Отечественной войны. К октябрю 1943 года капитан Александр Кравченко командовал 111-м отдельным истребительно-противотанковым батальоном 12-й армии Юго-Западного фронта. Отличился во время битвы за Днепр.
25 октября 1943 года батальон Кравченко переправился через Днепр неподалёку от плотины Днепрогэса в Запорожье и захватил плацдарм на западном берегу реки, после чего удерживал его в течение восьми суток, пока не переправились основные силы.
Указом Президиума Верховного Совета СССР от 1 ноября 1943 года капитан Александр Кравченко был удостоен высокого звания Героя Советского Союза с вручением ордена Ленина и медали «Золотая Звезда».
После окончания войны Кравченко продолжил службу в Советской Армии. В 1947 году он окончил курсы «Выстрел». В 1954 году в звании полковника Кравченко был уволен в запас. Проживал в Одессе, до выхода на пенсию в 1968 году работал на Одесской киностудии.
Был также награждён орденами Красного Знамени, Александра Невского, Отечественной войны 1-й степени, Красной Звезды, рядом медалей.